# Тодор Сопотски
Тодор Стойчев Сопотски е български революционер, кумановски войвода на Вътрешната македонска революционна организация.

## Биография
Тодор Стойчев е роден в 1885 година в село Сопот, Кумановско, тогава в Османската империя. Получава прогимназиално образование и се занимава с търговия. Става член на ВМОРО. През 1906 г. заедно с Мите Костов от Кокошине образуват чета, водеща борба срещу сръбската въоръжена пропаганда. Член е на Кумановския околийски революционен комитет на ВМОРО и е инспектор на Кумановския революционен район. След Междусъюзническата война в 1913 година е арестуван от сръбските власти.
Към февруари 1927 година е временен председател на настоятелството на Кривобарското македонско благотворително братство.

През 1942 година Тодор Сопотски е избран за председател на Кумановското дружество на Илинденската организация. Прочита тържествена нота до Кръстю Лазаров, в която пише: 
| „ | И днес, когато желаната свобода е постигната и великото дело завършено. Илинденци са щастливи да ви виждат здрав и бодър между тех, пожелават ви крепко здраве и дълъг още живот при Велика България и Ви превъзгласяват за доживотен свой почетен председател. | “ |

Стойчев е убит на 60-годишна възраст при т.нар. Кумановско клане, заедно с кумановския войвода Кръстю Лазаров, Игнат Мангъров на 14 януари 1945 г. след като е осъден на смърт от Военния съд на скопската военна област – Съвет при Кумановския военен сектор като „големобугарин“.